# الرابطة الوطنية الاشتراكية للرايخ لممارسة الرياضة البدنية
الرابطة الوطنية الاشتراكية للرايخ لممارسة الرياضة البدنية ((بالألمانية: Nationalsozialistischer Reichsbund für Leibesübungen)‏، اختصار NSRL)، كانت منظمة جامعة للرياضة والتربية البدنية في ألمانيا النازية. uvtj اسم الرابطة الألمانية البدنية ((بالألمانية: Deutscher Reichsbund für Leibesübungen)‏، اختصار DRL) حتى عام 1938. تم توسيع المنظمة لتشمل النمسا بعد ضم هذا البلد من قبل ألمانيا النازية.
تمت إدارتها من رايخسبورتس فوهرر (زعيم رياضات الرايخ)، الذي بعد 1934 كان في نفس الوقت يرأس اللجنة الأولمبية الوطنية الألمانية. كان قادة الرابطة هم هانز فون تششامر وأوستن (1933–1943) وأرنو بريتمير (1943-1944) وكارل ريتر فون هالت (1944-1945).

## التاريخ

### المنظمات الأولية: آثار الاستيلاء النازي
منحت برلين استضافة الألعاب الأولمبية الصيفية لعام 1916، لكن تم إلغاؤها بسبب فترة الحرب العالمية الأولى. وكانت اللجنة الإمبراطورية الألمانية للألعاب الأولمبية دويتشور ريشاوسهاوس فور أوليمبيش شبييل (DRA أو DRAfOS) هي منظمة الألعاب الأولمبية الألمانية في ذلك الوقت. في عام 1917، تم تغيير اسم "اللجنة الإمبراطورية الألمانية للألعاب الأولمبية" إلى "دويتشر ريشاوسكوس فور ليبسوبنجن" (DRA)، (وأحيانًا إلى DRL أو نادراً DRAfL) ("اللجنة الإمبراطورية الألمانية لممارسة التمارين البدنية"). عكس تغيير الاسم احتجاج ألمانيا على حقيقة أن ألمانيا وغيرها من القوى المركزية كانت مستبعدة من "الأسرة الأولمبية" التي كانت تسيطر عليها قوى الوفاق.
وقد ترأس "اللجنة الإمبراطورية الألمانية لممارسة التمارين البدنية ثيودور ليوالد وكان كارل ديم أمينها العام. على الرغم من أنها تعتبر نفسها منظمة شاملة لعموم الرياضات في ألمانيا، إلا أنها لم تمثل جميع أنواع الاتحادات الرياضية في ألمانيا. لم ينضم عدد كبير من الأندية الرياضية، وخاصة تلك النابعة من خلفية العمال الصناعيين، إلى إدارة اللجنة.

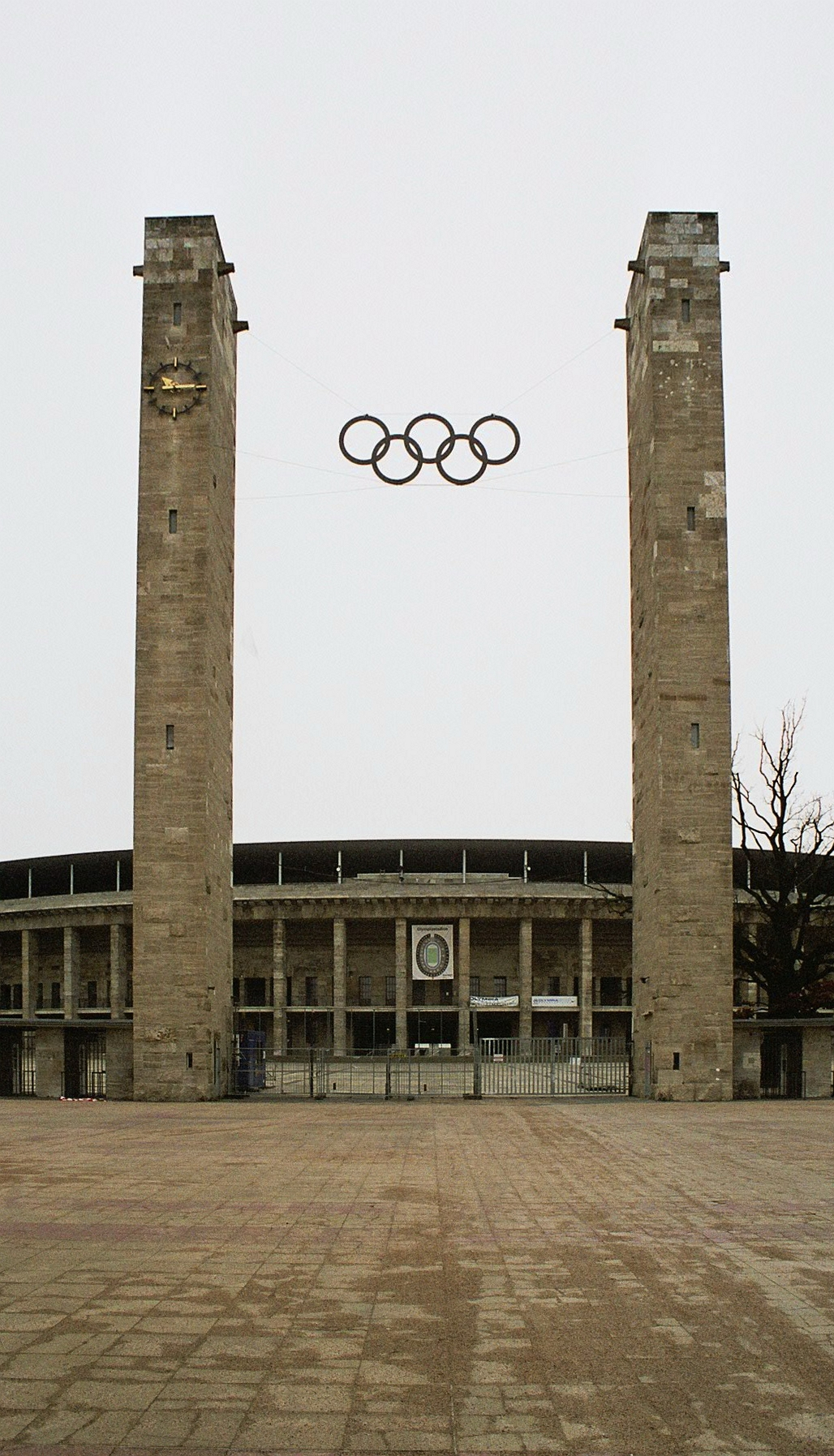
بوابة الاستاد الاولمبي في برلين

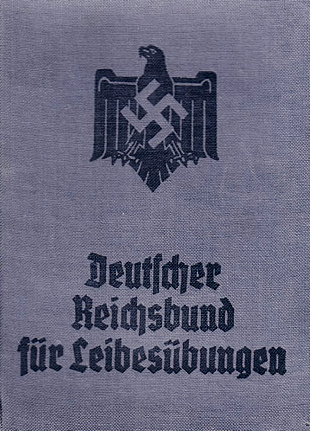
غلاف كتيب عضوية اللجنة الإمبراطورية الألمانية لممارسة التمارين البدنية. أصبح النسر الألماني شعار اللجنة الإمبراطورية الألمانية لممارسة التمارين البدنية بعد الألعاب الأولمبية عام 1936.

بعد قانون التمكين، الذي منح سيطرة ديكتاتورية لهتلر على ألمانيا في مارس 1933، تم حظر جميع المنظمات الرياضية المرتبطة بالحزب الاشتراكي الديمقراطيوالحزب الشيوعي وحتى الكنيسة. هذا الحظر أثر بشكل خاص على الأندية الرياضية للعمال الصناعيين، الذين تم استدعاء معظمهم لحل انفسهم بانفسهم (Selbstauflösung) قبل انتهاء الفصل الدراسي الأول من عام 1933. تم السماح للأندية القومية والبرجوازية الأكثر محافظة بالاستمرار لسنة التالية.
في 12 أبريل 1933، استسلم ثيودور ليوالد للسلطات النازية واستقال من منصبه كقائد للمكتب الرياضي الألماني بعد أن تبين أن جدته من جهة اللوالد (الأب) كانت يهودية. تدخل وزير الداخلية النازي، فيلهلم فريك، في عملية انتخاب زعيم رياضي جديد، وتم اتخاذ القرار من قبل لجنة مؤلفة من ثلاثة رجال على عجل. وهكذا، في أبريل 1933، تم تسمية Hans von Tschammer und Osten، وهو شخصية غير معروفة سابقًا في الألعاب الرياضية الألمانية، Reichskommissar für Turnen und Sport (مفوض الجمباز والرياضة في الرايخ). ومع ذلك، سيحتفظ فون تسشامر بسلفه في مركز عال في الهيئة الرياضية، وبعد سنوات سيعين ثيودور ليوالد رئيسًا للجنة المنظمة لألعاب برلين الأولمبية.
كان هانز فون تششامر وأوستن قائدًا لمجموعة في كتيبة العاصفة ومروجًا للنازية. باسم جلايش شالتونج قام بحل مكتب Deutscher Reichsausschuss für Leibesübungen في 5 مايو 1933 (رسميًا في 10 مايو). ثم تم ترقية فون تسشامر إلى منصب زعيم رياضات الرايخ في 19 يوليو وتم وضع المجال الرياضي كله في ألمانيا تحت سلطته.

### الرياضة والدعاية في ألمانيا النازية: الآرية المثالية
تم تأسيس Deutscher Reichsbund für Leibesübungen (DRL) في 27 يوليو 1934، بصفتها الهيئة الرسمية للرياضة في ألمانيا النازية. وسرعان ما أصبح نظامًا هائلاً داخل الأمة الألمانية.
بعد تأسيس DRL، فقدت جميع الاتحادات الرياضية الألمانية الأخرى حرياتها تدريجياً وتم تحويلها إلى كوحدات DRL ("Fachämter")، مثل الاتحاد الألماني لكرة القدم (DFB) الذي فقد استقلاله.  كان هدف Von Tschammer هو بناء هيئة رياضية نازية هائلة تقدم إليها جميع الاتحادات الرياضية الألمانية. كانت رؤيته أن التمرين البدني «سيحسّن من معنويات وإنتاجية العمال الألمان» بالإضافة إلى جعل الرياضة مصدرًا للفخر القومي للألمان. تم وضع المهارات الرياضية كمعيار للتخرج من المدارس بالإضافة إلى التأهيل اللازم لوظائف معينة والالتحاق بالجامعات. من بين الإجراءات المثيرة للجدل التي اتخذها المكتب الرياضي للرايخ في ذلك الوقت، كان تنظيم حدث Reichssportfest الهائل في ترينيتي صنداي قرارًا صدم الكاثوليك المخلصين.

### الألعاب الأولمبية 1936: ذروة المكتب الرياضي النازي
في عام 1936، لعب هانز فون تششامر أوند أوستن، بصفته رئيسًا لالرابطة الوطنية الاشتراكية للرايخ لممارسة الرياضة البدنية، دورًا رئيسيًا في هيكلة وتنظيم الأولمبياد الصيفية في برلين. قدمت الألعاب الأولمبية، وهي الأولى في التاريخ التي تتمتع بتغطية تلفزيونية حية، بيئة مثالية لعرض النظام النازي وما يعتبره هتلر مآثره.

### توسع ألمانيا: بداية التراجع
شكل ضم النمسا لألمانيا مارس 1938 نهاية مبكرة لبوندسليغا النمسا لكرة القدم. تم حل العديد من فرق كرة القدم وفر بعض اللاعبين من البلاد. تم استيعاب جميع الاتحادات الرياضية النمساوية من قبل نظام DRL كقسم Gau XVII تحت Gaufachwart Hans Janisch. تم تقديم تحية هتلر باعتبارها إلزامية قبل وبعد كل لعبة. أخيرًا، تم تسليم عمل الفرق الرياضية للناشئين إلى وحدات شباب هتلر المحلية.
احتقرهم النازيون باعتبارهم لا يستحقون ان يكونو ألمان حقيقيون، تم حظر الاحتراف في الرياضة من قبل DRL في مايو 1938. كان فيليكس ليمانيمان، رئيس الاتحاد الألماني لكرة القدم (DFB)، أحد أعظم المناضلين في مجال الرياضة في ألمانيا النازية. في عام 1940، تم أخيرًا إنهاء اتحاد كرة القدم الألماني الذي لا حول له ولا قوة.
بعد اتفاق ميونيخ عام 1938 وتصفية تشيكوسلوفاكيا كدولة، لعبت فرق كرة القدم الألمانية في السوديت في Gauliga Sudetenland. شكلت NSRL مجموعتين في عام 1939، والتي تم رفعها إلى ثلاث في عام 1941. لم يتمكن أي من هذه الفرق من الوصول إلى المراحل النهائية لأبطال كرة القدم الألمانية. الأندية التشيكية واصلت اللعب في بطولة بوهيميا / مورافيا الخاصة بهم